# Saint-André-le-Gaz
Saint-André-le-Gaz es una población y comuna francesa, en la región de Ródano-Alpes, departamento de Isère, en el distrito de La Tour-du-Pin y cantón de Le Pont-de-Beauvoissin.

## Demografía
| 1311 | 1406 | 1526 | 1641 | 1903 | 1961 |
| Para los censos de 1962 a 1999 la población legal corresponde a la población sin duplicidades (Fuente: INSEE [Consultar]) |      |      |      |      |      |